# Brandon Austin
Brandon Anthony Austin (sinh ngày 8 tháng 1 năm 1999) là một cầu thủ bóng đá chuyên nghiệp người Anh thi đấu ở vị trí thủ môn cho câu lạc bộ Tottenham Hotspur tại Premier League.